# Katarina Bulatović
Pour l’article homonyme, voir Bulatović.
Ne doit pas être confondu avec Anđela Bulatović, une autre handballeuse monténégrine.
Katarina Bulatović, née le 15 novembre 1984 à Kragujevac en Yougoslavie, est une handballeuse internationale monténégrine. Elle joue au poste d'arrière droite.

## Biographie
Après avoir commencé sa carrière en Serbie, elle rejoint en 2006 la « dream team » danoise de Slagelse FH, club avec lequel elle remporte en 2007 la Ligue des champions et le Championnat du Danemark.
En 2008, elle rejoint le club monténégrin du ŽRK Budućnost Podgorica où elle remporte pour la seconde fois la Ligue des champions en 2012. Cette année 2012 se poursuit avec une médaille d'argent aux JO de Londres (il s'agit de la première et unique médaille remportée par le Monténégro aux Jeux olympiques), un transfert vers le grand club roumain du CS Oltchim Râmnicu Vâlcea et enfin l'apothéose avec le titre de championne d'Europe acquis aux dépens de la Norvège quadruple championne en titre. Elle est d'ailleurs nommée parmi les cinq meilleures handballeuses de l'année 2012 et 2013.
Devant les grandes difficultés financières de Vâlcea, elle quitte à l'intersaison 2012-2013 le club roumain pour le club hongrois du Győri ETO KC, nouveau champion d'Europe.
Après une saison en Hongrie, elle décide de retourner dans son pays au ŽRK Budućnost Podgorica.
Elle met un terme à sa carrière en 2020 après une saison au Győri ETO KC prématurément arrêtée à cause de la pandémie de Covid-19.

## Palmarès

### En équipe nationale
Sauf précision, la compétition a été jouée avec le  Monténégro :
Jeux olympiques
- Médaille d'argent aux Jeux olympiques de 2012
- 11e place aux Jeux olympiques de 2016

Championnats d'Europe
- Médaille d'or au Championnat d'Europe 2012
- 4e place au Championnat d'Europe 2014
- 9e place au Championnat d'Europe 2018

Championnats du monde
- 11e place au Championnat du monde 2013
- 8e place au Championnat du monde 2015
- 6e place au Championnat du monde 2017
- 5e place au Championnat du monde 2019

Jeux méditerranéens
- Médaille d'argent aux Jeux méditerranéens de 2005 avec  Serbie-et-Monténégro

### En club
compétitions internationales
- vainqueur de la Ligue des champions (4) en 2007 (avec Slagelse DT), 2012 (avec Budućnost Podgorica), 2014 (avec Győri ETO KC) et 2015 (avec Budućnost Podgorica)
- vainqueur de la coupe d'Europe des vainqueurs de coupe en 2010 (avec Budućnost Podgorica)

compétitions nationales
- championne du Danemark en 2007 (avec Slagelse DT)
- championne du Monténégro (9) en 2008, 2009, 2010, 2011, 2012, 2015, 2016 et 2017 et 2019 (avec Budućnost Podgorica)
- championne de Roumanie en 2013 (avec CS Oltchim Râmnicu Vâlcea)
- championne de Hongrie en 2014 (avec Győri ETO KC)
- championne de Russie en 2018 (avec Rostov-Don)
- vainqueur de la coupe du Monténégro (9) en 2008, 2009, 2010, 2011, 2012, 2015, 2016 et 2017 et 2019 (avec Budućnost Podgorica)
- vainqueur de la coupe de Hongrie en 2014 (avec Győri ETO KC)

### Récompenses individuelles
- Élue meilleure arrière droite aux Jeux olympiques de 2012
- Élue meilleure arrière droite au Championnat d'Europe 2012[7]
- Meilleure marqueuse aux Jeux olympiques de 2012[8](53 buts sur 93 tirs, soit 57 %)
- Meilleure marqueuse au Championnat d'Europe 2012[7](56 buts sur 119 tirs, soit 47 %)
- Nommée dans l'élection de la meilleure handballeuse de l'année en 2012[2] et 2013[3].
- Sportive de l'année au Monténégro en 2012 et 2014